# Futatas (Ort)
Futatas ist ein osttimoresischer Ort im Sucos Cowa (Verwaltungsamt Balibo, Gemeinde Bobonaro).
Das Dorf liegt im Zentrum des Sucos Cowa, im Norden der Aldeia Futatas, auf einer Meereshöhe von 456 m. Im Nordwesten schließt sich der Ort Weelesse (Wekese, Weklese) an, in dem sich die Grundschule und der Sitz des Sucos befinden. Auf Landkarten von 2008 werden die Siedlungen am Ostende des Dorfes noch als eigenständige Orte Sukaren und Solehae bezeichnet. Folgt man der Hauptstraße des Sucos weiter nach Osten folgt das Nachbardorf Katimuben (Bawai). Eine abzweigende Straße führt nach Süden, vorbei am Berg Bauwain (570 m) zum Dorf Wefau.
In Futatas befinden sich ein Hospital und eine Filialkirche.